# 8の字形レーザー

8の字形リング共振器を備えたファイバーレーザー。In: ポンピング光 Out: 放射光 1: 活性ファイバー 2: 偏光子 3: 光学絶縁体 4 WDMスプリッタ 50:50 ハーフビームプリッタ

8の字形レーザー (figure-8 laser) とは、8の字形をしたリング共振器を備えたファイバーレーザーをいう。ピコ秒・フェムト秒ソリトンパルスを発生させるために用いられる。この型のレーザーに典型的なスペクトル形状として、幅の広い中央ピークとそれを対称にとりまく数本の細いラテラルピークが見られる。 細いピークの振幅は中央ピークと同じか低い程度である。
共振器の二つのループはどちらもがサニャックループとして動作する。この型のレーザーの活性媒質は希土類イオンをドープした光ファイバーである。モードロックを保証するため、対向する光波間で非線形な位相差を作り出すために共鳴器に対して非対称に設置される。1992年、小さいループの長さが 1.6 m、大きいループの長さが 60.8 m の8の字形レーザーが作られ、パルス長 315 fs、パルス間隔 125 MHz のレーザーが発生させられた。